# 雷夸伊區
雷夸伊區（西班牙語：Distrito de Recuay），是秘魯的一個區，位於該國北部安卡什大區的雷奈伊省，始建於1857年7月25日，面積142.96平方公里，海拔高度3,394米，2005年人口5,186，人口密度為每平方公里36人。